# Gerhard Kubik
Gerhard Kubik (Vienna, 10 dicembre 1934) è un etnomusicologo austriaco.

## Biografia
Studia etnologia, musicologia e lingue africane all'Università di Vienna. Nel 1971 consegue il Dottorato con una tesi sulle scuole Mukanda per l'iniziazione dei ragazzi (Angola). Sin dal 1959 conduce numerose ricerche in Africa, in Brasile (dal 1974) e negli Stati Uniti (dal 1977).
Gerhard Kubik ha girato per oltre quarant'anni il continente africano armato del suo clarino e di un registratore audio.
Attualmente, Kubik è insegnante di etnomusicologia all'Università di Vienna.
È membro onorario del Royal Anthropological Institute di Londra e membro permanente del Center for Black Music Research di Chicago.